# V nitru Llewyna Davise
V nitru Llewyna Davise je americký dramatický film z roku 2013 napsaný a režírovaný Joelem a Ethanem Coenovými. V hlavních rolích hrají Oscar Isaac, Carey Mulligan, John Goodman a Justin Timberlake. Příběh filmu popisuje jeden týden v životě zpěváka a písničkáře Llewyna Davise aktivního na folkové scéně v New Yorku v roce 1961. Ačkoliv je postava vymyšlená, příběh je částečně inspirován autobiografií zpěváka Dava Van Ronka s názvem The Mayor of MacDougal Street (2005). Folkové písničky, které ve filmu zazní, byly až na jednu výjimku nahrány živě v průběhu natáčení.
Dne 19. května 2013 byl snímek promítnut na Filmovém festivalu v Cannes. Před premiérou, naplánovanou ve Spojených státech na prosinec 2013, se uskutečnily projekce na několika festivalech.

## Zápletka
V únoru 1961 se Llewyn Davis (Oscar Isaac) – původně námořník – protlouká jako folkový zpěvák New Yorkem. Jeho hudební partner Mike (jemuž propůjčil hlas Marcus Mumford) spáchal sebevraždu, Llewynovo sólové album se neprodává. Bez prostředků tak přespává na gaučích u svých kamarádů a známých, než se mu podaří prosadit. Jedněmi z jeho kamarádů jsou Jim (Justin Timberlake) a Jean (Carrey Mulligan).
Po Llewynově vystoupení v místním klubu, kde hraje píseň Hang Me, Oh Hang Me, k Llewynovi přistoupí majitel baru Pappi (Max Castella) a řekne mu, že na něj venku někdo čeká. V uličce za barem potom k Llewynovi přistoupí muž v obleku a zbije ho za to, že narušil vystoupení z předešlého večera.
Pro nedostatek peněz a snahu posunout svou kariéru kupředu navštěvuje Llewyn svého manažera, který mu vysvětlí, že se jeho alba neprodávají, ale že poslal jednu kopii chicagskému producentovi Budovi Grossmanovi (F. Murray Abraham). Llewyn se rozhodne vydat se Chicaga zkusit štěstí a najít zmiňovaného producenta na vlastní pěst. Cestou se sveze ve společnosti kamarádovy zatoulané kočky, jazzového muzikanta Rolanda Turnera (John Goodman) a beatnického básníka Johnyho Five (Garret Hedlund).

## Obsazení
| Oscar Isaac       | Llewyn Davis                            |
| Carey Mulligan    | Jean Berkey                             |
| Justin Timberlake | Jim Berkey                              |
| Garrett Hedlund   | Johnny Five                             |
| John Goodman      | Roland Turner                           |
| F. Murray Abraham | Bud Grossman                            |
| Stark Sands       | Troy Nelson - Jeanine Seralles jako Joy |
| Adam Driver       | Al Cody                                 |
| Ethan Phillips    | Mitch Gorfein                           |
| Alex Karpovsky    | Marty Green                             |
| Max Casella       | Pappi Corsicato                         |
| Benjamin Pike     | mladý Bob Dylan                         |

## Produkce
Film ‘’V nitru Llewyna Davise” je inspirován kulturní nespojitostí na newyorské hudební scéně, kde se objevovaly písně inspirované událostmi napříč Spojenými státy americkými s výjimkou New Yorku, které ale hráli interpreti z New Yorku, například i Dave Van Ronk a Ramblin’ Jack Elliot. Jedním z námětů se stala právě vzpomínková kniha Dava Van Ronka The Mayor of MacDougal Street (“Starosta z ulice MacDougal”). Podle spoluautora knihy Elijaha Walda čerpali bratři Coenové z knihy právě onu atmosféru a scenérie.
Natáčení komplikovalo hlavně počasí, nezvykle brzký příchod jara do New Yorku, když se snažili o zachycení ponuré zimní atmosféry, která se prolíná celým filmem,  a obtížností natáčet s kočkami, které (na rozdíl od psů) naprosto ignorují přání filmařů. Na radu trenérů zvířat udělali casting na oranžovou kočku, která je v USA běžně chovaná, a vybrali z nich několik koček pro různé části natáčení. Jednotlivé kočky potom byly vybírány specificky pro dané scény podle jejich běžného chování.

## Hudba
Pro bratry Coenovy se základním kamenem při psaní scénáře filmu stala hudba Dava Van Ronka. Van Ronkův spolupracovník Elijah Wald se vyjádřil, že “hlavní postava filmu, Llewyn Davis, není ani trochu jako Dave, ale jeho hudba je.” Jedno z Van Ronkových alb se jmenuje Inside Dave Van Ronk (V nitru Dava Van Ronka). 
Muzikanti Marcus Mumford a T Bone Burnett produkovali hudbu k filmu. Burnett již v minulosti udělal to samé pro film Bratříčku, kde jsi?, kterého se v USA prodalo okolo 8 milionů kopií.

## Ocenění
V roce 2013 získal film V nitru Llewyna Davise Velkou Cenu na mezinárodním filmovém festivalu v Cannes. Film byl také nominován na 2 Oscary a během roku 2013 posbíral na různých festivalech výhry a nominace za nejlepší scénář, uměleckou režii, kameru, nejlepšího herce v hlavní roli (Oscar Isaac), nejlepší původní píseň ze soundtracku k filmu a další.

## Recenze
- Martin Bubrín Filmserver.cz  9/10